# Black Sabbath: The Vinyl Collection 1970–1978
Black Sabbath: The Vinyl Collection 1970—1978 — сборник виниловых дисков Black Sabbath, выпущенный компанией Universal в 2012 году (12.12.12) ограниченным тиражом.

## О сборнике
Сборник представляет собой собрание из первых восьми альбомов хэви-метал группы Black Sabbath и бонусных материалов. Набор состоит из альбомов с первым вокалистом группы Оззи Осборном, который был уволен из группы в 1979 году после завершения турне в поддержку Never Say Die!.
Все восемь альбомов подверглись цифровому ремастерингу. Отличительной особенностью данного издания является то, что впервые ремастеринг и сведение производились из двух источников: из архивов группы и из архивов компании звукозаписи. Работа по ремастерингу проводилась в лондонской студии Wired Masters studio Matt Wortham и Andy Pearce. Для ремастеринга использовалось перекодирование 24-bit/96 kHz, позволяющее добиться наилучшего качества звука.
Сборник дисков не издавался на территории США/Северной Америки в связи с исключительным правом выпуска музыки группы у компании Warner Bros/Rhino.

## Состав сборника
Сборник включает в себя копии оригинальных дисков группы:
- 1970 Black Sabbath
- 1970 Paranoid
- 1971 Master of Reality включая копию оригинального плаката
- 1972 Volume 4 включая копию оригинальной фотокниги
- 1973 Sabbath Bloody Sabbath
- 1975 Sabotage
- 1976 Technical Ecstasy
- 1978 Never Say Die!

Помимо этого в сборник включены:
- 1980 Live at Last
- 7-дюймовый сингл Evil Woman с песней Wicked World на второй стороне, официально не выпускавшейся в Европе на диске Black Sabbath (представляет собой копию оригинального сингла Evil Woman)
- Книгу в твёрдой обложке, включающей в себя информацию по турам 1970, 1975, 1976 и 1978 годов
- ваучер «Back to Black Sabbath» позволяющей бесплатно скачать издание в оцифрованном виде.

## Участники записи

### Члены группы
- Оззи Осборн — вокал
- Тони Айомми — гитара
- Гизер Батлер — бас
- Билл Уорд — ударные